# Qazyqurt
Qazyqurt är en ort i Kazakstan.   Den ligger i oblystet Sydkazakstan, i den södra delen av landet, 1 100 km söder om huvudstaden Astana. Qazyqurt ligger 582 meter över havet och antalet invånare är 14 737.
Terrängen runt Qazyqurt är huvudsakligen platt, men åt nordväst är den kuperad. Qazyqurt ligger nere i en dal. Runt Qazyqurt är det glesbefolkat, med 16 invånare per kvadratkilometer. Det finns inga andra samhällen i närheten. Trakten runt Qazyqurt består i huvudsak av gräsmarker.